# Jerusalem (Nowy Jork)
Jerusalem – miasto w Stanach Zjednoczonych, w stanie Nowy Jork, w hrabstwie Yates, założone przez grupę kwakrów zgromadzoną wokół kaznodziejki Public Universal Friend.